# Luisa Anna Bourbonská
Luisa Anna Bourbonská (23. června 1695, zámek Versailles – 8. dubna 1758, Paříž) byla francouzská princezna, dcera Ludvíka III. Bourbon-Condé. Její otec byl vnukem Louise, Grand Condé, zatímco její matka, Luisa Františka Bourbonská, byla nejstarší přeživší legitimizovanou dcerou francouzského krále Ludvíka XIV. a jeho maîtresse-en-titre Madame de Montespan.

## Život

### Mládí
Luisa Anna se narodila na zámku Versailles jako čtvrté dítě a třetí dcera svých rodičů. Jejími staršími sestrami byly Marie Anna Eleonora Bourbonská a Luisa Alžběta Bourbonská. Luisa Anna byla pokřtěna v kapli Versailles 24. listopadu 1698 spolu se svou sestrou Luisou Alžbětou a bratrem Louisem Henrim.
Její otec zemřel v roce 1710, jedenáct měsíců poté, co smrtí svého otce zdědil titul knížete z Condé. Protože její bratranec Ludvík Orleánský neměl žádnou dceru, která by se dožila dospělosti, byla Luisa Anna od roku 1728, kdy zemřela Ludvíkova dcera Luisa Marie Orleánská, u dvora oslovována jako Mademoiselle.

### Během regentství
Během regentství svého strýce Filipa II. Orleánského se Luisa Anna romanticky zapletla s vévodou z Richelieu, prasynovcem kardinála Richelieu. V té stejné době si vévoda začal poměr také s její sestřenicí Šarlotou Aglaé Orleánskou, u dvora známou jako Mademoiselle de Valois. Tyto dvě sestřenice, rivalky v lásce, později obě zuřivě, ale odděleně bojovaly za osvobození vévody z jeho uvěznění v Bastile kvůli jeho účasti na spiknutí v Cellamare.
Luisa Anna se nikdy nevdala. Jednu dobu byla považována za možnou nevěstu svého bratrance Ludvíka Augusta, prince z Dombes, tento sňatek však odmítla. Dalším navrhovaným manželem byl bratranec vévoda ze Chartres, syn regenta a dědic rodu Bourbon-Orléans. Jeho matka si pro něj však přála prestižnější sňatek s německou princeznou.
Voltaire, přítel vévody z Richelieu, napsal o Luise Anně následující verše:
| Francouzská verze Frère ange de Charolois Dis-nous par quelle aventure Le cordon de Saint François Sert à Vénus de ceinture. | Český překlad Bratře anděli z Charolais Řekni nám jakým dobrodružstvím Šňůra svatého Františka Slouží Venuši jako pás. |

### Vláda Ludvíka XV.
Jak roky plynuly, Luisa Anna neustále intrikovala pro svou politickou významnost. Později pomáhala Ludvíkovi XV. při hledání jeho nových milenek. V té době se běžně povídalo, že Luisa Anna byla ve skutečnosti jednou z bývalých králových milenek; že byla jeho první neoficiální sexuální partnerkou po jeho manželce, možná již na konci 20. let 18. století, a že spolu měli pár let střídavý vztah a že ho seznámila s potenciálními novými milenkami. Jiní současníci však tvrdili, že Luisa Anna se sice chtěla stát jeho milenkou a pokusila se ho svést, ale nikdy se jí ve skutečnosti nepodařilo stát se jeho milenkou. Král se v každém případě těšil její společnosti a ona patřila do okruhu jeho osobních přátel a často navštěvovala dvůr. Starší sestra Luisy Anny, Luisa Alžběta, ve 40. letech 18. století představila dvoru Madame de Pompadour.

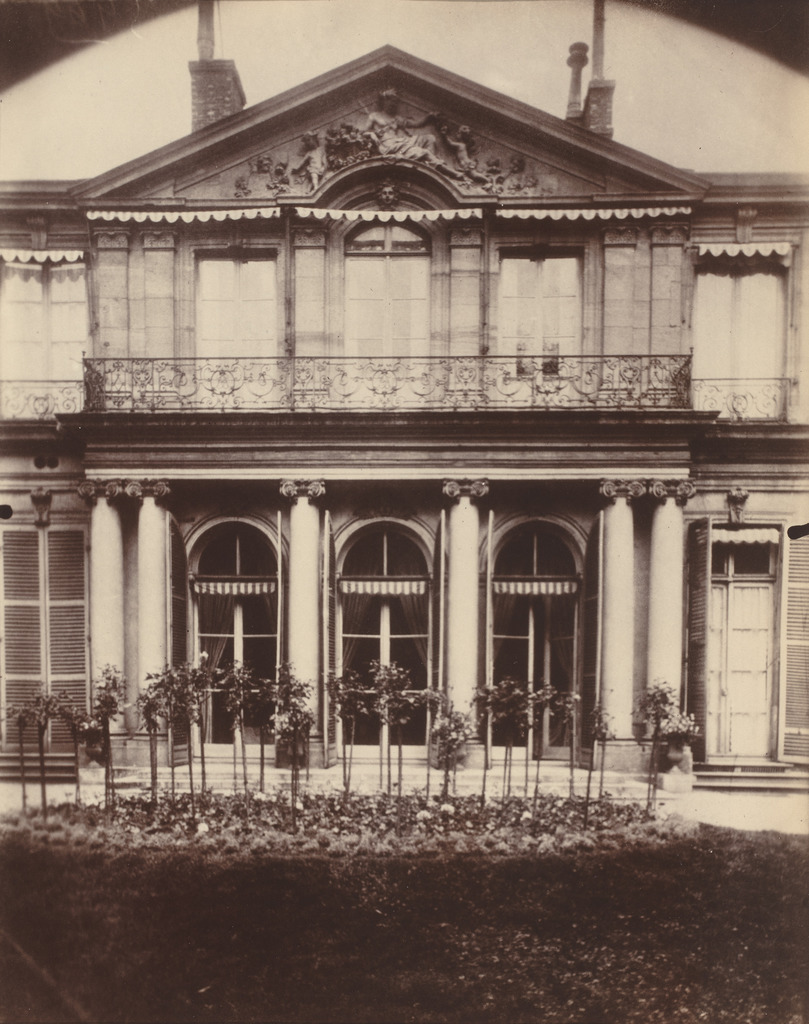
Hôtel de Rothelin-Charolais

Luisa Anna vlastnila několik panství. V roce 1735 se stala majitelkou pařížského Hôtelu de Rothelin-Charolais, který se stal jejím městským domem. Později prodala pozemky ve Vallery ve francouzské provincii Burgundsko, které byly tradičním pohřebištěm jejích předků Condé. Vlastnila různé zámky, jako například zámek Athis u Paříže. Později prodala panství v Charolais Koruně a dostala pozemek v Palaiseau, což dále rozšířilo její osobní držbu nemovitostí.
Luisa Anna zemřela 8. dubna 1758 ve věku 62 let v Hôtelu de Rothelin-Charolais v Paříži. Pohřbena byla v karmelitánském konventu Faubourg Saint-Jacques.

## Vývod z předků
|                         |                                      |  |                          |                                      |  |  |  |  |  |  |  | Jindřich II. Bourbon-Condé |
|                         |                                      |  |                          |                                      |  |  |  |  |  |  |  |                            |
|                         | Louis, Grand Condé                   |  |                          |                                      |  |  |  |  |  |  |  |                            |
|                         |                                      |  |                          |                                      |  |  |  |  |  |  |  |                            |
|                         |                                      |  |                          | Šarlota Markéta de Montmorency       |  |  |  |  |  |  |  |                            |
|                         |                                      |  |                          |                                      |  |  |  |  |  |  |  |                            |
|                         | Jindřich Jules Bourbon-Condé         |  |                          |                                      |  |  |  |  |  |  |  |                            |
|                         |                                      |  |                          |                                      |  |  |  |  |  |  |  |                            |
|                         |                                      |  |                          | Urbain de Maillé-Brézé               |  |  |  |  |  |  |  |                            |
|                         |                                      |  |                          |                                      |  |  |  |  |  |  |  |                            |
|                         | Claire-Clémence de Maillé-Brézé      |  |                          |                                      |  |  |  |  |  |  |  |                            |
|                         |                                      |  |                          |                                      |  |  |  |  |  |  |  |                            |
|                         |                                      |  |                          | Nicole du Plessis de Richelieu       |  |  |  |  |  |  |  |                            |
|                         |                                      |  |                          |                                      |  |  |  |  |  |  |  |                            |
|                         | Ludvík III. Bourbon-Condé            |  |                          |                                      |  |  |  |  |  |  |  |                            |
|                         |                                      |  |                          |                                      |  |  |  |  |  |  |  |                            |
|                         |                                      |  |                          | Fridrich Falcký                      |  |  |  |  |  |  |  |                            |
|                         |                                      |  |                          |                                      |  |  |  |  |  |  |  |                            |
|                         | Eduard Falcký                        |  |                          |                                      |  |  |  |  |  |  |  |                            |
|                         |                                      |  |                          |                                      |  |  |  |  |  |  |  |                            |
|                         |                                      |  |                          | Alžběta Stuartovna                   |  |  |  |  |  |  |  |                            |
|                         |                                      |  |                          |                                      |  |  |  |  |  |  |  |                            |
|                         | Anna Henrietta Bavorská              |  |                          |                                      |  |  |  |  |  |  |  |                            |
|                         |                                      |  |                          |                                      |  |  |  |  |  |  |  |                            |
|                         |                                      |  |                          | Karel I. Gonzaga                     |  |  |  |  |  |  |  |                            |
|                         |                                      |  |                          |                                      |  |  |  |  |  |  |  |                            |
|                         | Anna Gonzagová                       |  |                          |                                      |  |  |  |  |  |  |  |                            |
|                         |                                      |  |                          |                                      |  |  |  |  |  |  |  |                            |
|                         |                                      |  |                          | Kateřina Lotrinská                   |  |  |  |  |  |  |  |                            |
|                         |                                      |  |                          |                                      |  |  |  |  |  |  |  |                            |
| 'Luisa Anna Bourbonská' |                                      |  |                          |                                      |  |  |  |  |  |  |  |                            |
|                         |                                      |  |                          |                                      |  |  |  |  |  |  |  |                            |
|                         |                                      |  | Jindřich IV. Francouzský |                                      |  |  |  |  |  |  |  |                            |
|                         |                                      |  |                          |                                      |  |  |  |  |  |  |  |                            |
|                         | Ludvík XIII.                         |  |                          |                                      |  |  |  |  |  |  |  |                            |
|                         |                                      |  |                          |                                      |  |  |  |  |  |  |  |                            |
|                         |                                      |  |                          | Marie Medicejská                     |  |  |  |  |  |  |  |                            |
|                         |                                      |  |                          |                                      |  |  |  |  |  |  |  |                            |
|                         | Ludvík XIV.                          |  |                          |                                      |  |  |  |  |  |  |  |                            |
|                         |                                      |  |                          |                                      |  |  |  |  |  |  |  |                            |
|                         |                                      |  |                          | Filip III. Španělský                 |  |  |  |  |  |  |  |                            |
|                         |                                      |  |                          |                                      |  |  |  |  |  |  |  |                            |
|                         | Anna Rakouská                        |  |                          |                                      |  |  |  |  |  |  |  |                            |
|                         |                                      |  |                          |                                      |  |  |  |  |  |  |  |                            |
|                         |                                      |  |                          | Markéta Habsburská                   |  |  |  |  |  |  |  |                            |
|                         |                                      |  |                          |                                      |  |  |  |  |  |  |  |                            |
|                         | Luisa Františka Bourbonská           |  |                          |                                      |  |  |  |  |  |  |  |                            |
|                         |                                      |  |                          |                                      |  |  |  |  |  |  |  |                            |
|                         |                                      |  |                          | Gaspard de Rochechouart de Mortemart |  |  |  |  |  |  |  |                            |
|                         |                                      |  |                          |                                      |  |  |  |  |  |  |  |                            |
|                         | Gabriel de Rochechouart de Mortemart |  |                          |                                      |  |  |  |  |  |  |  |                            |
|                         |                                      |  |                          |                                      |  |  |  |  |  |  |  |                            |
|                         |                                      |  |                          | Louise de Maure                      |  |  |  |  |  |  |  |                            |
|                         |                                      |  |                          |                                      |  |  |  |  |  |  |  |                            |
|                         | Madame de Montespan                  |  |                          |                                      |  |  |  |  |  |  |  |                            |
|                         |                                      |  |                          |                                      |  |  |  |  |  |  |  |                            |
|                         |                                      |  |                          | Jean de Grandseigne                  |  |  |  |  |  |  |  |                            |
|                         |                                      |  |                          |                                      |  |  |  |  |  |  |  |                            |
|                         | Diane de Grandseigne                 |  |                          |                                      |  |  |  |  |  |  |  |                            |
|                         |                                      |  |                          |                                      |  |  |  |  |  |  |  |                            |
|                         |                                      |  |                          | Catherine de La Béraudière           |  |  |  |  |  |  |  |                            |
|                         |                                      |  |                          |                                      |  |  |  |  |  |  |  |                            |